# 小弯嘴裸眉鸫
小弯嘴裸眉鸫（学名：Neodrepanis hypoxantha），是裸眉鸫科弯嘴裸眉鸫属的一种，为马达加斯加的特有种。全球活动范围约为5,600平方千米。该物种的保护状况被评为易危。
小弯嘴裸眉鸫的平均体重约为7.2克。栖息地包括亚热带或热带的高海拔疏灌丛和亚热带或热带的湿润山地林。